# Manastigma julia
Manastigma julia är en fjärilsart som beskrevs av Nicolay 1977. Manastigma julia ingår i släktet Manastigma och familjen juvelvingar. Inga underarter finns listade i Catalogue of Life.